# 야쓰다 고스케
야쓰다 고스케(일본어: 八田 康介, 1982년 3월 17일 ~ )는 일본의 전 축구 선수이다.

## 구단 경력
과거 산프레체 히로시마, 사간 도스, 도쿄 베르디, 요코하마 FC, 도쿠시마 보르티스, SC 사가미하라, 아비스파 후쿠오카에서 활동하였다.